# Anaklet
Anaklet, papa od oko 79. do 92. Vjerojatno je Anaklet ista osoba kao i papa Kleto, premda tradicija o tome nije jedinstvena.

## Životopis
Euzebije Cezarejski, Irenej Lionski, Augustin i Opatat drže da su Anaklet i Kleto jedna te ista osoba, ali ga drugačije smještaju u slijed papa. Za Augustina i Optata, on je neposredni nasljednik Klementov, a za Ireneja, on je nasljednik Linin. Ostali izvori, među kojima i Liber pontificalis, kao i katolički Misal, drže da su to bile dvije različite osobe, te da je Kleto bio nasljednik Linin (76. – 89.), a Anaklet nasljednik Kletin (89. – 91.) U skladu s time, od 1947. g. je prihvaćeno da je Anaklet bio treći papa.
Anaklet je osnovao "Gradilište Svetog Petra" ("Fabbrica San Pietro"), ustanove koja brine o svim redovima u Vatikanu, a djeluje i danas. U njegovo doba dogodila se erupcija vulkana Vezuva, a kako je samo nekoliko godina prije toga razoren i Jeruzalem, mnogi su kršćani tada vjerovali u skorašnji smak svijeta.
Prema predaji Anaklet je umro mučeničkom smrću 13. srpnja 88., a njegove su relikvije pokopane u Bazilici svetog Petra u Vatikanu, uz ostatke sv. Line. Spomen svetog Kleta slavi se 26. travnja, a svetog Anakleta 13. srpnja.